# Where Corals Lie
Where Corals Lie è una poesia di Richard Garnett che fu messa in musica dal compositore inglese Sir Edward Elgar come la quarta canzone del suo ciclo musicale Sea Pictures.
In calce sono riportati i versi della poesia in lingua originale inglese e nella traduzione italiana.

## Storia
La poesia fu pubblicata per la prima volta in Io in Egypt and other poems nel 1859 e successivamente antologizzata in Sea Music nel 1888.

## Analisi musicale
La musica di Elgar è in chiave di si minore. Si alterna tra l'accompagnamento regolare delle crome sincopate e, alla fine di ogni verso, una singola battuta colla parte, che rallenta il tempo per enfatizzare il testo e che richiede un accompagnamento sensibile.
I ritornelli dei fiati aggiungono colore e contrasto. Elgar raddoppia le linee vocali col flauto e il clarinetto (nel primo verso), col violoncello solista (nel secondo verso) e con i violini (verso quattro).
La terza strofa è la più impegnativa, con frequenti colla parte, una sospensione del sincopato e un accelerando in un registro più basso.
Era la più popolare tra le canzoni di Sea Pictures. In questa forma musicale fu una grande favorita in Gran Bretagna, apparendo nel programma dei classici preferiti, Your Hundred Best Tunes (I vostri cento motivi migliori).

## Incisioni scelte
- Dame Clara Butt — 1912 [5]
- Maartje Offers —1928 [5]
- Dame Janet Baker— 1965 [6]

Per un elenco completo delle registrazioni, consultare l'elenco incisioni in Sea Pictures.

## Versi
(Il testo in corsivo indica le righe ripetute nella canzone, ma non nella poesia originale.)
When winds awake the airy spry,

It lures me, lures me on to go

And see the land where corals lie.

The land, the land, where corals lie.
By mount and mead, by lawn and rill,

When night is deep, and moon is high,

That music seeks and finds me still,

And tells me where the corals lie.

And tells me where the corals lie.
Yes, press my eyelids close, 'tis well,

Yes, press my eyelids close, 'tis well,

But far the rapid fancies fly

To rolling worlds of wave and shell,

And all the land where corals lie.
Thy lips are like a sunset glow,

Thy smile is like a morning sky,

Yet leave me, leave me, let me go

And see the land where corals lie.

The land, the land, where corals lie.»
Quando i venti svegliano lo spruzzo fresco,

Mi attira, mi attira ad andare

E guarda la terra dove giacciono i coralli.

La terra, la terra, dove giacciono i coralli.
Dal monte e dal prato, dal prato e dal solco,

Quando la notte è profonda e la luna è alta,

Quella musica cerca e mi trova immobile,

E mi dice dove giacciono i coralli.

E mi dice dove giacciono i coralli.
Sì, chiudimi le palpebre, va bene,

Sì, chiudimi le palpebre, va bene,

Ma lontano volano le fantasie rapide

Ai mondi rotolanti di onde e conchiglie,

E tutta la terra dove giacciono i coralli.
Le tue labbra sono come un bagliore al tramonto,

Il tuo sorriso è come un cielo mattutino,

Eppure lasciami, lasciami, lasciami andare

E guarda la terra dove giacciono i coralli.

La terra, la terra, dove giacciono i coralli.»